# Хремон
Хремон (др.-греч. Χρέμων; умер после 403 года до н. э.) — древнегреческий политический деятель, один из Тридцати тиранов, правивших Афинами в 404—403 годах до н. э. 

## Биография
К 404 году до н. э. Хремон был одним из наиболее влиятельных деятелей афинской олигархической партии, выступавшей за мир со Спартой и демонтаж демократии. Он стал членом коллегии Тридцати (позже её членов стали называть «Тридцатью тиранами»), получившей власть над Афинами. Известно, что он принадлежал к той трети членов совета, которая была назначена гетериями, и представлял филу Пандионида. О деятельности Хремона на этом посту и о его судьбе после свержения тирании ничего не известно. При этом античные авторы сообщают, что большинство «тиранов» после поражения в гражданской войне бежало в Элевсин (403 год до н. э.), и позже одни предстали перед судом, другие были убиты, а третьи нашли убежище в других регионах Греции.